# Organizacja Studentów Polskich w Nowym Jorku
Organizacja Studentów Polskich w Nowym Jorku (OSP), również znana jak Polish Student Organization in New York (PSO) to organizacja polonijna założona w 1991 roku w Nowym Jorku. W 1994 roku OSP otrzymała oficjalny status organizacji niedochodowej (ang. non-profit organization).
OSP ma charakter federacji polskich klubów i środowisk studenckich na uczelniach w okolicach Nowego Jorku.
Jednym z najistotniejszych elementów działalności OSP są porady dla przyszłych studentów amerykańskich uczelni. OSP jest wydawcą przewodnika "Studia w USA, czyli jak zostać studentem amerykańskiej uczelni" autorstwa Katarzyny Kowalskiej, jak również organizuje spotkania informacyjne dla kandydatów na studia.